# Anton LaVey
Anton LaVey o nella forma estesa Anton Szandor Artur LaVey, pseudonimo di Howard Stanton Levey (Chicago, 11 aprile 1930 – San Francisco, 29 ottobre 1997), è stato un esoterista, musicista e scrittore statunitense. È stato il fondatore della Chiesa di Satana.

## Biografia familiare

Firma di Anton LaVey

La storia genealogica di Anton LaVey è piuttosto complessa e non tutti gli storici condividono la veridicità delle notizie che la riguardano, dal momento che alcune informazioni presenti nei diari e nella biografia dello stesso risultano talora contraddittorie o volutamente ingannevoli.
Si sa per certo che LaVey è nato l'11 aprile 1930 con il nome Howard Stanton Levey a Chicago, Illinois, secondo di tre figli. I genitori, provenienti da famiglie immigrate dall'Impero Russo, erano entrambi origini miste tra antenati ebrei, americani, francesi, ucraini, scandinavi, bulgari, ungheresi e ottomani. ll padre, Michael Joseph Levey (1903–1992), sposò a Chicago la madre Gertrude Augusta nata Coultron, nata da padre georgiano e madre ucraina, immigrata in Ohio nel 1893 e diventata cittadina americana naturalizzata nel 1900. Secondo i documenti anagrafici il padre di Michael Joseph Levey sarebbe Leon Levy (senza la "e"), indicando un'alterazione anagrafica nel cognome durante il corso della propria vita.
I genitori erano entrambi figure di rilievo nel campo delle arti e della musica e sostennero fortemente gli interessi e i talenti artistici dei loro tre figli (Michael Vincent, Howard Stenton e John Daniel).
Il primogenito Michael mantenne i propri dati anagrafici inalterati nel corso della sua vita e venne affidato a una scuola privata britannica finalizzata a un'elevata formazione nel campo della Storia dell'Arte. Distaccandosi presto dal resto del nucleo familiare per via di un presunto "fanatismo nei confronti della cultura britannica sopra quella americana" secondo la testimonianza di Anton, Michael si distingue per diventare un insegnante e critico d'arte brillante già da un'età molto giovane. Diverrà in seguito un forte sostenitore del British Humanist Association e nel 1973 diviene direttore della National Gallery di Londra, mantenendo tale ruolo per 13 anni.
L'adolescenza e la formazione degli altri due fratelli prosegue in suolo americano e si focalizza sulle arti musicali. Gli strumenti preferiti di Anton erano tastiere come il pianoforte e la fisarmonica. Anton suonava il pianoforte in una chiesa battista da ragazzo e suonava l'oboe al liceo. Suo fratello John Daniel, 8 anni più giovane, venne invece istruito alla chitarra e al basso. Nel corso dell'adolescenza di suo fratello Anton scrive nella sua biografia di quanto nutrisse disgusto nei confronti della musica rock e di quanto trovasse deprecabile l'interesse di suo fratello nei confronti di tale genere. Anche negli anni senili Anton contesterà l'utilizzo della musica rock e metal nel satanismo moderno, preferendo al suo posto l'utilizzo di musica rituale pianistica o orchestrale. La scissione tra i due fratelli li induce a modificare i propri cognomi nel 1959. Anton modifica il proprio cognome da Levey in LaVey, mentre John Daniel modifica il proprio cognome da Levey in LeVan. Non è noto se anche suo fratello avesse cambiato il proprio nome originale oltre che il cognome.
L'unico mestiere svolto da LaVey di cui si hanno prove certe, prima del 1966, anno della fondazione della Chiesa di Satana, è quello di organista in alcuni locali di San Francisco negli anni cinquanta. Tuttavia, successivamente per un certo periodo lavorò anche come fotografo e investigatore della polizia scientifica. LaVey inizia a interessarsi all'occultismo già nel 1951, attraverso le teorie di Aleister Crowley, che era a capo di uno dei rami dell'Ordo Templi Orientis, un ordine iniziatico. Nel 1961 LaVey inizia a distaccarsi dalle idee di Crowley e, insieme all'amico regista Kenneth Anger, fonda il Magic Circle, che dal 1966 diventerà la Chiesa di Satana.

### Chiesa di Satana

Il simbolo della Chiesa di Satana

Durante gli anni sessanta la Chiesa di Satana gode di una certa notorietà e di simpatia da parte dei media, grazie anche al supporto di alcuni personaggi del mondo dello spettacolo, come l'attrice Jayne Mansfield.
LaVey pubblica nel 1969 The Satanic Bible, in cui chiarisce la sua visione del satanismo, inteso come un culto dell'individuo, in cui Satana ha un ruolo puramente allegorico. Nel 1972 esce The Satanic Rituals, in cui vengono descritti ampiamente i "riti" effettuati dalla Chiesa di Satana. Dall'inizio degli anni settanta, ha inizio uno scisma all'interno della Chiesa stessa, dovuto a un contrasto tra LaVey e Michael Aquino, un ex ufficiale dell'esercito americano che era diventato il braccio destro di LaVey stesso.
Aquino infatti inizia a credere all'esistenza di Satana come entità reale, e per di più tenta di organizzare la Chiesa di Satana secondo i canoni della Chiesa tradizionale. Nel 1975 infatti, Aquino si separa e fonda il Tempio di Set, che oggi è considerato il maggiore movimento occultista su scala mondiale. Dopo le stragi di Charles Manson, il popolo americano denuncia le idee sataniste, che LaVey affronta ridimensionando le attività pubbliche della Chiesa di Satana e rimanendo in disparte. Dopo il matrimonio tra LaVey e Blanche Barton, avvenuto nel 1984, l'attività della Chiesa di Satana sembra riprendersi, ma negli anni successivi è lacerata da numerosi conflitti interni, soprattutto tra Blanche e le figlie di LaVey, Karla e Zeena.
Un evento particolarmente importante fu la nomina a reverendo dello shockrocker Marilyn Manson il quale ne trasse un discreto vantaggio per ampliare ulteriormente la sua fama ma servì allo stesso anche per dare un filo logico alle sue idee e al suo futuro. Fino all'inizio degli anni novanta circolavano molte leggende sulla vita di LaVey, in gran parte alimentate da lui stesso; molti particolari furono smentiti dal giornalista del New Yorker Larry Wright in una serie di articoli dopo accurate indagini. LaVey morì di infarto nel 1997.
Dopo la sua morte l'organizzazione venne diretta da Diane Hegarty, Blanche Barton, moglie di LaVey, ed infine da Peter H. Gilmore. Poiché la Chiesa di Satana non rivela pubblicamente l'identità dei suoi membri, non è noto se sia in ascesa o in declino dopo la scomparsa di LaVey, sebbene il suo attuale reggente Peter H. Gilmore assicuri che un numero costante di persone sia affascinato dal culto.
L'opera di LaVey è stata commentata, tradotta e annotata integralmente in italiano dal dott. Enrico Colombatto in un volume unico dal titolo LaVey parla ! Testimoniando un'opera libertaria 

## Opere
- (EN) The Satanic Bible, Avon, 1969, ISBN 0-380-01539-0.

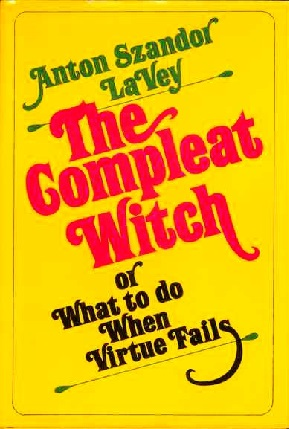
Copertina del libro The Compleat Witch or What to do When Virtue Fails (1971)

- (EN) The Compleat Witch or What to do When Virtue Fails, Hardcover, 1971, ISBN 978-0396062660.
- (EN) The Satanic Rituals, Avon, 1972, ISBN 0-380-01392-4.
- (EN) The Satanic Witch, Feral House, 1989, ISBN 0-922915-00-8.
- (EN) The Devil's Notebook, Feral House, 1992, ISBN 0-922915-11-3.
- (EN) Satan Speaks!, Feral House, 1998, ISBN 0-922915-66-0.

## Discografia
Album
- 1968 - The Satanic Mass
- 1995 - Satan Takes a Holiday
- 2017 - Anton Szandor Lavey The Devil Speaks (& Plays)

EP
- 1994 - Strange Music

Singoli
- 1993 - Answer Me/Honolulu Baby

## Filmografia parziale
- Invocation of My Demon Brother, regia di Kenneth Anger (1969)
- Il maligno (The Devil's Rain), regia di Robert Fuest (1975)
- Death Scenes, regia di Nick Bougas (1989)
- Speak of the Devil: The Canon of Anton LaVey, regia di Nick Bougas - documentario (1993)
- Iconoclast, regia di Larry Wessel - documentario (2010)